# Zulay Henao
Zulay Henao (Medellín, 1979. március 22.–) kolumbiai-amerikai film- és televíziós színésznő.

## Élete és pályafutása
A kolumbiai Antioquia megyében, Medellínben született. Családjával együtt New Jerseybe emigrált. A középiskola után három évig szolgált az amerikai hadseregben. Henao beiratkozott a New York-i Színművészeti Konzervatóriumba, hogy színészetet tanuljon.

## Magánélete
Párkapcsolatban él Kevin Connollyval. 2021 június elején született meg kislányuk, Kennedy Cruz.

## Filmográfia

### Film
| Év   | Magyar cím                | Eredeti cím                               | Szerep              | Magyar hang    |
| ---- | ------------------------- | ----------------------------------------- | ------------------- | -------------- |
| 2005 |                           | Film 101                                  | ismeretlen szerep   |                |
| 2005 |                           | Clearview                                 | Gloria Rojas        |                |
| 2007 | A törvénytelenség bajnoka | Illegal Tender                            | Mora                |                |
| 2007 | Érezd a ritmust           | Feel the Noise                            | Carol "CC" Reyes    |                |
| 2007 |                           | Saturday Morning                          | ismeretlen szerep   |                |
| 2008 |                           | The Heart Is a Hidden Camera (rövidfilm)  | Natasha             |                |
| 2008 | Nyolc préda               | Grizzly Park                              | Lola                | Pikali Gerda   |
| 2008 |                           | Racing for Time                           | Carmen              |                |
| 2009 | Bunyó                     | Fighting                                  | Zulay Velez         | Németh Borbála |
| 2009 | S. Darko                  | S. Darko                                  | Baelyn              |                |
| 2009 |                           | The Magnificent Cooly-T                   | Angie               |                |
| 2010 | Tökéletes bűnözők         | Takers                                    | Monica Hatcher      |                |
| 2011 | Csodagyerek               | Boy Wonder                                | Teresa Ames         | Solecki Janka  |
| 2011 | Motel 3.                  | Hostel: Part III                          | Nikki               | Vadász Bea     |
| 2011 |                           | Havana Heat                               | Agent Brianna Evans |                |
| 2014 |                           | White Space                               | Lynn Navarro        |                |
| 2014 | Facér mamik klubja        | The Single Moms Club                      | Esperanza           | Németh Borbála |
| 2015 |                           | Destined                                  | Giselle Porter      |                |
| 2016 |                           | True Memoirs of an International Assassin | Rosa Bolivar        |                |
| 2016 |                           | Meet the Blacks                           | Lorena Black        |                |
| 2017 |                           | Grow House                                | Madison             |                |
| 2018 |                           | Beyond White Space                        | Lynn Navarro        |                |
| 2019 |                           | Grand Isle                                | Newton nyomozó      |                |
| 2021 |                           | The House Next Door: Meet the Blacks 2    | Lorena              |                |

### Televízió
| Év        | Magyar cím                               | Eredeti cím                       | Szerep                   | Megjegyzések                   |
| --------- | ---------------------------------------- | --------------------------------- | ------------------------ | ------------------------------ |
| 2007      | Katonafeleségek                          | Army Wives                        | Delores Marino           | 1 epizód                       |
| 2007      | Esküdt ellenségek: Különleges ügyosztály | Law & Order: Special Victims Unit | Forensics Tech Casanueva | 1 epizód                       |
| 2008      | A félelem maga                           | Fear Itself                       | Christie                 | 1 epizód                       |
| 2009      | Zűrös zsaruk                             | The Unusuals                      | Rosa Trumble             | 1 epizód                       |
| 2013      |                                          | Love Thy Neighbor                 | Marianna Perez           | állandó szereplő (26 epizód)   |
| 2014–2020 |                                          | If Loving You Is Wrong            | Esperanza                | állandó szereplő               |
| 2017      | MacGyver                                 | MacGyver                          | Cynthia                  | 1 epizód                       |
| 2018      | Lazíts, Kevin!                           | Kevin Can Wait                    | Rebecca Romero           | 1 epizód                       |
| 2019      | Az eskü                                  | The Oath                          | Carmen Velasquez         | visszatérő szereplő (8 epizód) |
| 2019      | Kegyetlen csillogás                      | Star                              | Lucia                    | 2 epizód                       |
| 2019      | Dex nyomozó                              | Stumptown                         | Denise                   | 2 epizód                       |

## Fordítás
- Ez a szócikk részben vagy egészben  a   Zulay Henao című angol Wikipédia-szócikk fordításán alapul.  Az eredeti cikk szerkesztőit annak laptörténete sorolja fel. Ez a jelzés csupán a megfogalmazás eredetét és a szerzői jogokat jelzi, nem szolgál a cikkben szereplő információk forrásmegjelöléseként.